# 拉沙佩勒维耶勒
拉沙佩勒维耶勒（法語：La Chapelle-Viel，法語發音：[la ʃapɛl vjɛl] ⓘ）是法国奥恩省的一个市镇，属于莫尔塔涅欧佩什区。

## 地理
拉沙佩勒维耶勒（48°42'13"N, 0°37'2"E）面积11.79 平方千米，位于法国诺曼底大区奧恩省，该省份为法国西北部内陆省份，北起顺时针与卡爾瓦多斯省、厄尔省、厄尔-卢瓦省、萨尔特省、马耶讷省和芒什省接壤。
与拉沙佩勒维耶勒接壤的市镇（或旧市镇、城区）包括：克吕莱、埃科尔塞、莱格勒、莱萨斯普尔、伊通河畔圣旺。

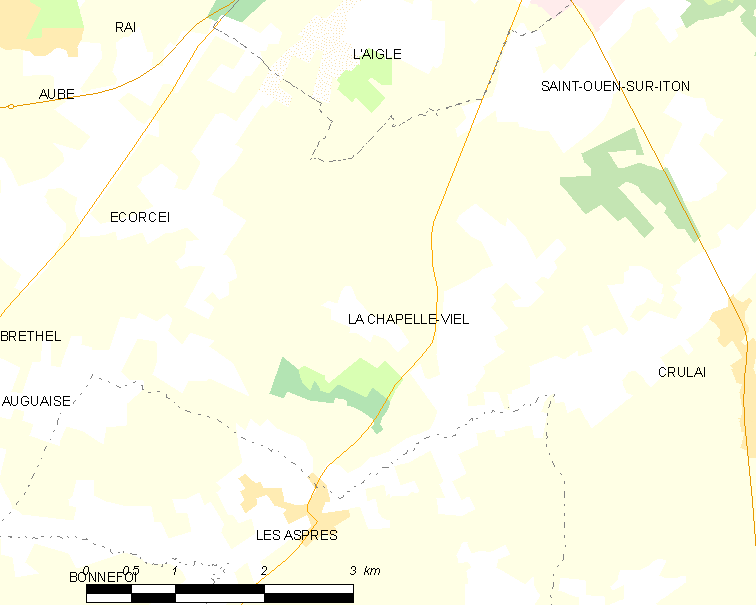
拉沙佩勒维耶勒的OSM定位图

拉沙佩勒维耶勒的时区为UTC+01:00、UTC+02:00（夏令时）。

## 行政
拉沙佩勒维耶勒的邮政编码为61270，INSEE市镇编码为61100。

## 政治
拉沙佩勒维耶勒所属的省级选区为图鲁夫尔欧佩什县。

## 人口

1962-2008年间拉沙佩勒维耶勒人口变化图示

拉沙佩勒维耶勒于2022年1月1日时的人口数量为289人。